# Strada statale 39 (Polonia)
La strada statale 39 (sigla DK 39, in polacco droga krajowa 39) è una strada statale polacca che attraversa il Paese da Łagiewniki a Kępno.